# Яго (футболист, 1997)
Яго Амарал Бордуши (порт.-браз. Iago Amaral Borduchi; род. 23 марта 1997, Монти-Азул-Паулиста, Сан-Паулу) — бразильский футболист, защитник клуба «Баия».

## Клубная карьера
Яго — воспитанник клубов «Монте Ажул» и «Интернасьонал». 24 февраля 2017 года в поединке Лиги Паулиста против «Крисиумы» игрок дебютировал за основной состав последних. 13 мая в матче против «Лондрины» он дебютировал в бразильской Серии B. По итогам сезона игрок помог команде выйти в элиту. 15 февраля в поединке Лиги Паулиста против «Жувентуде» игрок забил свой первый гол за «Интернасьонал». 15 апреля в матче против «Баия» он дебютировал в бразильской Серии A. Летом 2019 года Яго перешёл в немецкий «Аугсбург». 28 сентября в матче против «Байера 04» он дебютировал в Бундеслиге. 13 декабря в поединке против «Хоффенхайма» игрок забил свой первый гол за «Аугсбург». 